# Валдилучоле (Перуђа)
Валдилучоле је насеље у Италији у округу Перуђа, региону Умбрија.
Према процени из 2011. у насељу је живело 41 становника. Насеље се налази на надморској висини од 281 м.